# Seznam ameriških psihologov
Seznam ameriških psihologov.

## A
Clayton Alderfer - Doris Allen - Gordon Allport - James Rowland Angell - Rudolf Arnheim (1904-2007) - Elliot Aronson - Solomon Asch -

## B
Aaron T. Beck (1921-2021) - Ernest Becker - Daryl Bem - Arthur L. Benton - (Edward Bernays) - Bruno Bettelheim - Howard Bloom - A. Wade Boykin - Urie Bronfenbrenner - Joyce Brothers - Josef Brožek - Jerome Bruner - Arnold H. Buss - David Buss -

## C
Mary Whiton Calkins - Donald T. Campbell - Merrill Carlsmith - James McKeen Cattell - Raymond Cattell - Jim Clifton? - Michael Cole - Lee Cronbach - Mihaly Csikszentmihalyi -

## D
Ram Dass - Morton Deutsch (1920-2017) - John Dewey -

## E
Paul Ekman - Erik Erikson - George Estabrooks -

## F
Martha Farah - Erich Fromm - Erika Fromm

## G
Howard Gardner - Michael Gazzaniga - Arnold Gesell - James Jerome Gibson - Daniel Gilbert - Carol Gilligan - Seth J. Gillihan - William Glasser - Henry H. Goddard - Erving Goffman? 

## H
Jonathan Haidt - Granville Stanley Hall - Louise L. Hay (1926-2017) - John Henry Holland - Clark L. Hull - 

## I
Helen Irlen -

## J
William James - Mary Cover Jones -

## K
Leon Kamin - Alan S. Kaufman - Walter Kempler - Douglas T. Kenrick - Walter Kintsch - Alfred Kinsey - Kurt Koffka - J. Martin Kohe - Lawrence Kohlberg - Wolfgang Köhler - Joel Kovel? - Robert Kurzban

## L
Frank Landy - Michael Langone - Karl Lashley - Richard Lazarus - James H. Leuba - Kurt Lewin - Rensis Likert -

## M
Abraham Maslow - Lloyd deMause - John D. Mayer - James McClelland - Nancy McWilliams - George Herbert Mead - Albert Mehrabian - Salvador Minuchin - Stanley Milgram - Geoffrey Miller - George A. Miller - Richard C. Miller - Raymond Moody - Hugo Münsterberg - Henry Murray -

## N
Ulric Neisser -

## O
R. Travis Osborne - Charles E. Osgood -

## P
Norman Vincent Peale (1898-1993) - Christopher Peterson (1950-2012) - Steven Phillipson - Steven Pinker - Clarissa Pinkola Estés - Robert Plomin - Robert Plutchik - Wardell Pomeroy - 

## R
Wilhelm Reich - Joseph Banks Rhine - Carl Rogers - Eleanor Rosch -

## S
Stanton Samenow - (Robert Sapolsky) - Mark Schaller - Martin Seligman - Todd K. Shackelford - Lawrence E. Shapiro - William Sheldon - Margaret Singer - Burrhus Frederic Skinner - Robert J. Sternberg - John Ridley Stroop - Richard Suinn

## T
Edward Thorndike - Shari Thurer - Michael Tomasello - Edward C. Tolman - C. A. Tripp - 

## V
Belisa Vranich -

## W
John B. Watson - Max Wertheimer - Nancy McWilliams - Timothy Wilson - Robert Sessions Woodworth

## Y
Robert Yerkes - 

## Z
Philip Zimbardo - Marvin Zuckerman